# Wernher von Ow-Wachendorf
Wernher von Ow-Wachendorf (* 9. August 1886 in Hannover; † 21. August 1939 in Bodjangsari Sockaboemi, heute Sukabumi auf Java) war ein deutscher Jurist, Volkswirtschaftler, Diplomat, Gesandter.

## Beruflicher Werdegang
Wernher Freiherr von Ow-Wachendorf besuchte die Gymnasien in Hannover, Ulm, Stuttgart und das Adelige Julianum in Würzburg. Im Juli 1905 legte er sein Abitur ab und leistete anschließend den Militärdienst als Einjährig-Freiwilliger ab Oktober 1905. Nach diesem einen Jahr begann er ein Studium der Volkswirtschaften und der Rechtswissenschaften. Dazu besuchte er die Universitäten in Berlin, Freiburg, Straßburg und Oxford. Im Sommer 1909 erhielt er das Diploma in Economics. Das Thema seiner Diplomarbeit befasste sich mit Fragen der technischen und strukturellen Entwicklung kolonialer Bergwerksunternehmen. Ein Jahr später wurde er zum Leutnant d. R. befördert und schloss 1911 die Prüfungen für das Erste juristische Examen ab. Noch im gleichen Monat begann er als Volontär bei der Rheinischen Kreditbank.

## Im Auswärtigen Dienst
Am Ende des Jahres 1911 erhielt von Ow-Wachendorf seine Einberufung in den Auswärtigen Dienst. Von Beginn an schlug er die diplomatische Laufbahn ein. Sein erster Einsatz führt ihn im Januar 1912 als Attaché an die deutsche Botschaft in Konstantinopel. Nach fast einem Jahr wechselte er an das Generalkonsulat in Kapstadt. Hier trat er im November 1913 seinen Dienst an, wurde jedoch mit dem Beginn des Ersten Weltkrieges im August 1914 in Südafrika interniert. Die Zeit der Gefangenschaft verbrachte er zuerst auf Isle of Wight und wurde später nach London überführt.
Nach der Freilassung von Ow-Wachendorf Anfang 1915 trat er ab März 1915 wieder seinen Militärdienst als Oberleutnant an und war hier bis Sommer 1916 im Einsatz. Während dieser Zeit begleitete er, im Auftrag des Auswärtigen Amtes eine Parlamentarierdelegation aus dem Osmanischen Reich. Seine Entlassung aus dem Heer erfolgte im Range eines Hauptmanns d. R. Dem schloss sich unmittelbar eine Beschäftigung in der Abteilung IA (Politik) im Berliner Haus in der Wilhelm-Straße an. In dieser Zeit vollzogen sich noch weitere Betreuungen türkischer Politiker durch von Ow-Wachendorf, die zum Teil auch bis ins Hauptquartier des kaiserlichen Heeres nach Spa gingen. Mit dem Zusammenbruch des Kaiserreiches und der Kapitulation Deutschlands nahm er zeitweilig Aufgaben des Auswärtigen Amtes bei den Waffenstillstandsverhandlungen wahr.
Ab Sommer 1919 gehörte von Ow-Wachendorf als Vertreter des Auswärtigen Amtes mit zur Waffenstillstandskommission, die ihren Sitz in Düsseldorf hatte. Zum Februar 1920 wechselte er in gleichem Auftrag in die Struktur des Reichs- und Staatskommissars für die ostpreußischen Abstimmungsgebiete nach Allenstein. Im Sommer gleichen Jahres kehrte er nach Berlin zurück. Sein erster Auslandsauftrag für das nunmehr in die Strukturen der Weimarer Republik eingegliederte Reichsaußenministerium betraf die Wiedereinrichtung der deutschen Gesandtschaft in Belgrad. Nach der Gegnerschaft in den Kriegsjahren mussten wieder Vertrauen aufgebaut und politisch Kontakte neu Hergestellt werden. Hier trat er im Sommer 1920 seinen Dienst an. Ein Jahr später erfolgte seiner Ernennung zum Gesandtschaftsrat. Nach zwei Jahren, Ende 1922 kehrte er nach Berlin zurück und wurde dort in der Abteilung Ia (Westeuropa) eingegliedert. Ab Anfang 1923 wechselte er zur Abt. II (West- und Südeuropa) und übernahm hier die Leitung des Referates – Vatikan, Jugoslawien, Bulgarien, Albanien. Zeitgleich wurde er zum Legationsrat ernannt. Ab August führte er dann das Referat – Ungarn, Rumänien, Griechenland.
Zum April 1924 übernahm von Ow-Wachendorf als Gesandtschaftsrat die Leitung der deutschen Gesandtschaft in Brüssel. Nach zwei Jahren Einsatzzeit wechselte er an die deutsche Botschaft nach London. Das erfolgte nur kurzzeitig, da er Anfang 1927 erneut nach Berlin zur Abt. III (Britisches Reich, Amerika, Orient) beordert wurde. Hier führte er das zeitweilig nicht besetzte Referat E (Großbritannien, Irland und britische Besatzungsgebiete). Der Hauptschwerpunkt seiner Tätigkeit lag hier im Wesentlichen auf ökonomischem Gebiet, den Fragen der Wirtschaftsentwicklung. Im Sommer wurde er zum Vortragenden Legationsrat ernannt. Während dieser Zeit trat er im September in die Deutsche Zentrumspartei (DZP) ein, beendete jedoch kurz vor Antritt seines nächsten Auslandseinsatzes im März 1931 diese Parteizugehörigkeit wieder.
Dieser führte von Ow-Wachendorf im März 1931 nach Luxemburg. Hier trat er die Nachfolge des Leiters der Gesandtschaft, des Gesandten II. Klasse Josef Mertens (1865–1934) an, der in den Ruhestand getreten war. In seiner Amtszeit beteiligte er sich intensiv an den, mit der Aufrichtung des NS-Regimes in Deutschland Anfang 1933 wieder stark in den Blickpunkt gerückten Fragen der Kolonialentwicklung. Als Diskussionsteilnehmer bei einer im April 1933 in Trier anberaumten Veranstaltung hatte er vorab ein umfangreiches Manuskript eingereicht. Darin ging er unter anderem, als Ausgangspunkt auch seiner persönlich gesammelten Erfahrungen, in recht kritischer Form auf die Schattenseiten des früheren Kolonialismus ein. Eines seiner Feststellungen aus der Historie lautete, dass „europäische Habsucht und Rücksichtslosigkeit des modernen Kapitalismus …ein großes Schuldkonto auflaufen lassen“ haben. Einige dieser Thesen davon bildeten mit einen Gegenstand seines vor den eingeladenen Gästen gehaltenen Vortrages. Zum Sommer 1934 wurde er in der Gesandtschaft Luxemburg durch seinen Nachfolger, den Vortragenden Legationsrat Erdmann von Podewils-Dürnitz (1877–1952) abgelöst.

## Einsatz in Asien
Im April 1934 erhielt von Ow-Wachendorf den Auftrag zur Führung des Generalkonsulats in Kalkutta. Nach den notwendigen Vorbereitungsmaßnahmen übernahm er Mitte August 1934 in Indien die Geschäfte. Sein Einsatz dort währte nur zwei Jahre. Abgelöst wurde er im Sommer 1936 erneut durch Erdmann von Podewils-Dürnitz. Er selbst verließ Bombay im September. Von dort wechselte von Ow-Wachendorf nach Kairo, wo er Ende September 1936 die Geschäfte des Gesandten übernahm. Keine drei Jahre währte sein Aufenthalt in Ägypten. Bereits im Februar 1939 trat er einen Urlaub auf Java an und wurde dort in den einstweiligen Ruhestand versetzt. Vermutlich wurde wegen des beginnenden Zweiten Weltkrieges die deutsche Gesandtschaft in Kairo nicht neu besetzt.
Noch während seines Urlaubs auf Java verstarb von Ow-Wachendorf im August 1939 in Bodjangsari Soekaboemi, heute Sukabumi.

## Familie
Die Eltern von Wernher waren der badische Kammerherr, Offizier und Gutsbesitzer Volkhart Freiherr von Ow-Wachendorf und dessen Ehefrau Elisabeth Henriette, geborene Freiin Hugo von Spitzemberg. Ihr Sohn Wernher heiratete im Juni 1923 Mary Freiin von Giska.

## Publikationen
- Koloniale Minenunternehmungen. Ein kurzer Überblick über Technik und Bewertung für Kolonialfreunde und Kapitalisten, Berlin, Leipzig Hamburg 1909